# Hrtić
Hrtić is een plaats in de gemeente Dvor in de Kroatische provincie Sisak-Moslavina. De plaats telt 106 inwoners (2001).